# Trichophyton radicosum
Trichophyton radicosum är en svampart som beskrevs av Catanei 1937. Trichophyton radicosum ingår i släktet Trichophyton och familjen Arthrodermataceae.   Inga underarter finns listade i Catalogue of Life.